# Gavriil Golovkin

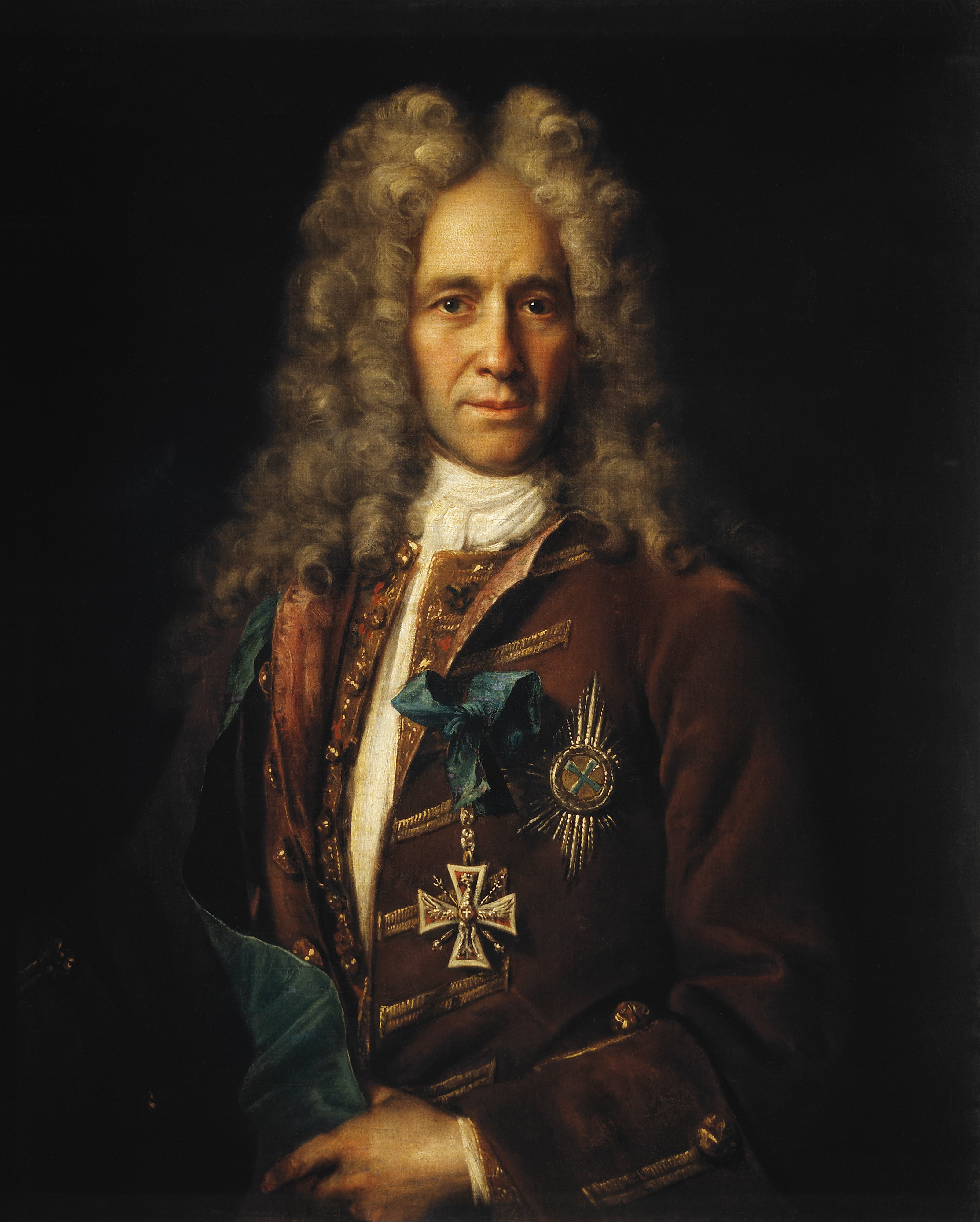
Gavriil Golovkin

Gavriil Ivanovitj Golovkin, född 1660, död 1734, var en rysk greve och statsman.
Golovkin åtföljde tsar Peter den store på dennes första utländska resa. Han blev 1706 chef för utrikeskansliet och behöll denna tjänst till sin död. Han utnämndes på Poltavas slagfält till Rysslands förste rikskansler. I denna egenskap ledsagade han Peter på alla resor och fälttåg. År 1717 utsågs han till president för det nyinrättade kollegiet för utrikes ärenden. Under Katarina I, Peter II och Anna lyckades han genom sin smidighet behålla sin position såsom medlem av kabinettet. 
Golovkin var far till Michail Golovkin (1699-1775), Rysslands första vice kansler för inrikes ärenden. Släkten upphöjdes i grevligt stånd 1710 och utslocknade 1846.